# نملاوية قديمة
النملاوية القديمة (الاسم العلمي:†Formiciini) هي قبيلة منقرضة من الحشرات تتبع فصيلة النمل من رتبة غشائيات الأجنحة.

## الأجناس
- النمل القديم